# Ключ и дерево фей

Ключ фей. 1910 г.

Ключ и дерево фей в Домреми (Лотарингия, Франция) — место паломничества местных жителей, почитаемое, вероятно, еще с кельтских времён. «Идолопоклонство у дерева фей» было одним из официальных обвинений, предъявленных Жанне д’Арк в Руане и приведших, в конечном итоге, к её осуждению и казни.
Ручей, расположенный рядом с Базиликой святой Жанны д'Арк, существует и в наши дни под названием «ключа Девы» (фр. Fontaine des fiévreux / Fontaine de la puselle). Каменная горка, из-под которой льётся вода, украшена её статуей в молитвенной позе.

## Традиция почитания
Традиция почитания ключа и расположенного рядом с ним дерева восходит, вероятно, к кельтской древности. С ключом и деревом было связано поверье, что этот уголок облюбовали для себя феи, и время от времени из кроны раскидистого бука до сельчан доносились их голоса.
Об этом дереве вспоминала крёстная Жанны Беатрис Эстеллен во время процесса реабилитации:
Бывало, я и сама гуляла под этим деревом, чья красота нас всегда привлекала… Его называли Деревом Дам; оно растёт недалеко от большой дороги, ведущей в Нёшато…"
С ключом было связано поверье, что его вода способна излечивать лихорадку, из-за чего источник получил своё второе наименование «ключа горячечных больных», которые действительно стекались к нему со всей округи в надежде на исцеление. Местное духовенство, не отрицая до конца традиции, относилось к дереву и ключу скорее настороженно; в первую неделю после праздника Вознесения кюре, как правило, возглавлял крестный ход к «дереву фей», где читал специальные молитвы, направленные на изгнание нечисти.
Дерево, называемое также «деревом дам», было огромным старым буком, чья красота («его считали красивейшим деревом в мире»), возможно, стала основой легенды.

## Майский праздник

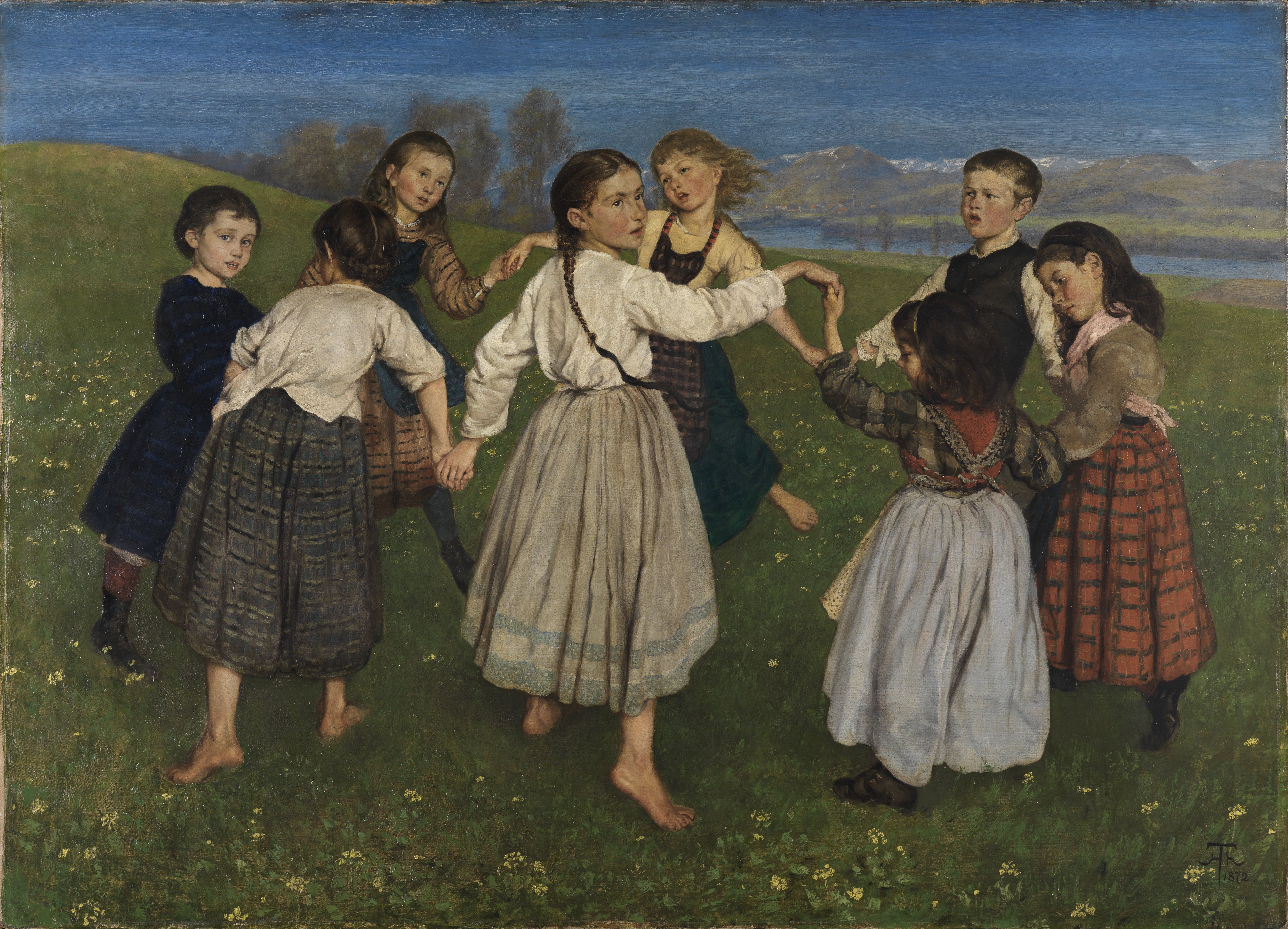
Ханс Тома «Фарандола»

В четвертое воскресенье великого поста вся молодежь Домреми, во главе с сеньором де Бурлемон и его женой Катериной де Буффремон, отправлялась к «майскому дереву» (May).
Ветви дерева украшались гирляндами из цветов, затем юноши и девушки с венками из ромашек на голове, взявшись за руки, с пением водили хоровод вокруг дерева, и затем плясали фарандолу, после чего Катерина де Буффремон раздавала им сваренные вкрутую яйца, хлебцы, небольшие пирожные и кувшинчики с вином.
Праздник заканчивался тем, что из ветвей и листьев изготовлялось подобие человеческой фигуры, которое обносили вокруг дерева, благодаря «светлых дам» за доброту, и празднуя приход новой весны.
На обратном пути каждому участнику шествия предписывалось выпить глоток воды из источника фей, после чего все расходились по домам.

## Обвинения
Танцы и пение у «дерева фей» формально послужили одним из обвинений на процессе Жанны, которые должны были «доказать» её отступление от христианства. Формально, такое обвинение было нелепо, так как на его основании следовало бы осудить всю молодежь из деревень Домреми и Грё, а также местного сеньора с его женой, однако, судей это не смущало.
Жанну спрашивали о «дереве фей» и её ответ звучал так:
Поблизости от деревни Домреми растет дерево, которое называют «деревом дам» или же «деревом фей»; подле него источник; говорят, что больные лихорадкой пьют прямо из источника и берут из него воду, чтобы обрести здоровье. Я сама это видела, но не могу сказать, выздоравливают они или нет... Это огромное буковое дерево, с него сходит к нам прекрасный май; говорили, что оно принадлежит монсеньору Пьеру де Бурлемону, рыцарю. Порой я ходила туда гулять с другими девочками, мы вешали гирлянды на образ святой девы Домреми. Я видела, как девушки украшали ветви дерева гирляндами, несколько раз и я так делала вместе с другими: иногда мы уносили гирлянды, иногда оставляли их на дереве... Не знаю, танцевала ли я вокруг этого дерева с тех пор, как повзрослела, вполне возможно, что танцевала вместе с детьми, однако я больше пела, чем танцевала.
Мнение судей, выражавшееся в том, что Жанна специально приходила к дереву, чтобы слышать «голоса», и таким образом, доказывалось их «дьявольское» происхождение, излагает в своем дневнике парижский буржуа Жорж Шюффар — как полагается, с со слов бывших в Руане во время процесса и казни Жанны.
Дама Жанна, по прозванию Дева, часто наведывалась к некому красивому источнику в лотарингской земле, который звала добрым-ключом-фей-господа-нашего; в указанное место сходились все обитатели этой земли, страдающие лихорадкой, дабы там получить исцеление. Туда же часто ходила указанная Жанна-Дева, там под высоким деревом, которое тенью своей укрывало источник, являлись ей святая Катерина и святая Маргарита, и говорили ей, чтобы она шла к некоему капитану, чье имя ей будет указано.
Старое дерево просуществовало еще около двухсот лет и было, как считается, погублено во время войн, которыми сопровождался конец XVII века.

## В культуре
- Ключ и дерево фей можно увидеть в фильме "Любовь под дождем" (1973), 55:26.